# Dmitrij Medvedev
Dmitrij Anatol'evič Medvedev (in russo Дмитрий Анатольевич Медведев? ; Leningrado, 14 settembre 1965) è un politico russo, Presidente della Federazione Russa dal 2008 al 2012 e vicepresidente del Consiglio di sicurezza della Federazione Russa a partire dal 16 gennaio 2020. In precedenza è stato primo ministro della Federazione Russa dal 2012 al 2020.
Eletto Presidente della Federazione Russa a seguito delle elezioni del 2008, si impegnò in un programma di modernizzazione ad ampio raggio, volto a modernizzare l'economia e la società del paese e a ridurne la dipendenza dal petrolio e dal gas. Durante il mandato di Medvedev, è stato firmato il trattato di riduzione delle armi nucleari New START da Russia e Stati Uniti, la Russia è emersa vittoriosa dalla seconda guerra in Ossezia del Sud e si è ripresa dalla Grande recessione. Medvedev ha anche lanciato una campagna anticorruzione, nonostante in seguito sia stato lui stesso accusato di corruzione.
A seguito delle elezioni presidenziali in Russia del 2012 gli succederà Vladimir Putin, ex-presidente dal '99 al 2008 e Primo ministro durante la sua presidenza, il quale lo nominerà Primo ministro della Federazione Russa, cariche opposte a loro al periodo 2008-2012. Medvedev si dimetterà, insieme al resto del governo, il 15 gennaio 2020 per consentire a Putin di apportare radicali modifiche costituzionali; gli succede Michail Mišustin il 16 gennaio 2020. Lo stesso giorno Putin lo nomina vicepresidente del Consiglio di sicurezza della Federazione Russa.
Se, per alcuni analisti, in vista della sua elezione nel 2008 sembrò rappresentare una concreta possibilità di "un nuovo periodo più liberale nella politica russa", più vicino all'Occidente, in seguito assumerà posizioni molto più dure (dalla richiesta di reintroduzione della pena di morte a quella di sanzioni per le imprese occidentali nel Paese).
Con il passare degli anni, Medvedev è diventato un "falco" nella politica estera russa per accreditarsi, secondo alcuni, come delfino agli occhi di Putin.

## Biografia

### I primi anni
Dmitrij Anatol'evič Medvedev nacque a Leningrado il 14 settembre 1965, unico figlio di Anatolij Afanas'evič Medvedev e Julija Veniaminovna Medvedeva, nata Šapošnikova. Suo padre era ingegnere chimico insegnante all'Istituto di Stato di Tecnologia di Leningrado, mentre sua madre aveva studiato lingue all'Università statale di Voronež e insegnava russo all'Università pedagogica statale di Russia Herzen, venendo successivamente assunta come guida turistica alla Reggia di Pavlovsk. I suoi nonni erano invece di origini ucraine, della regione di Belgorod.

### Gli studi e la carriera accademica
Medvedev nel 1982 si iscrisse alla facoltà di giurisprudenza dell'Università di Leningrado dove si laureò nel 1987 insieme con Il'ja Eliseev, Anton Aleksandrovič Ivanov, Nikolaj Vinničenko e Konstantin Čujčenko e nel 1990 conseguì un dottorato in diritto privato con una tesi "Problemi di realizzazione del diritto civile nella personalità dell'impresa di stato".
Parallelamente alla carriera universitaria Medvedev incominciò a interessarsi di problemi sociali e politica seguendo la figura di Anatolij Sobčak, uno dei principali politici democratici in Russia tra gli anni '80 e '90 nonché uno dei suoi professori all'università. Nel 1988 Medvedev entrò nel team di democratici di Sobčak e prestò servizio de facto come capo della sua campagna per ottenere un seggio nel parlamento dell'URSS.
Dopo l'avvenuta elezione di Sobčak Medvedev continuò la sua carriera accademica come docente nella sua alma mater, ora rinominata Università di Stato di San Pietroburgo. Qui insegnò diritto civile e romano dal 1991 fino al 1999. Inoltre nel 1990 lavorò all'agenzia municipale sovietica per il petrolio di Leningrado. Dal 1991 al 1996 fu tra gli esperti del comitato per le relazioni esterne dell'ufficio del sindaco di San Pietroburgo, organo presieduto da Vladimir Putin.

## Carriera politica
Nel novembre del 1999 è diventato uno dei tanti amministratori di San Pietroburgo portati ai vertici dello Stato da Vladimir Putin. A dicembre dello stesso anno è stato nominato capo delegato dello staff presidenziale. Medvedev è diventato uno dei politici più vicini al presidente Putin durante le elezioni del 2000, quando è stato posto a capo del quartier generale della campagna elettorale. Il 17 gennaio 2000 Dmitrij Medvedev è stato promosso a Consigliere di Stato effettivo della Federazione Russa di 1ª classe (il più alto grado civile nella Federazione Russa) con Decreto firmato da Vladimir Putin come presidente ad interim della Russia. Dal 2000 al 2001 e poi nuovamente dal giugno 2002 all'ottobre 2003 ha presieduto il consiglio di amministrazione di Gazprom, mantenendo l’incarico fino alla sua elezione a presidente della Federazione Russa, nel 2008. Nel novembre 2005 è stato nominato da Putin Vice-Primo ministro, presidente del Consiglio per lo sviluppo dei progetti prioritari nazionali e presidente del Presidio del Consiglio.

### Presidente della Russia (2008-2012)
Dopo essere stato scelto come candidato alle elezioni presidenziali in Russia del 2008 dal partito del precedente presidente Putin, Russia Unita, è stato eletto come successore di quest'ultimo, sostenuto indirettamente anche da altre forze politiche, entrando in carica il 7 maggio.

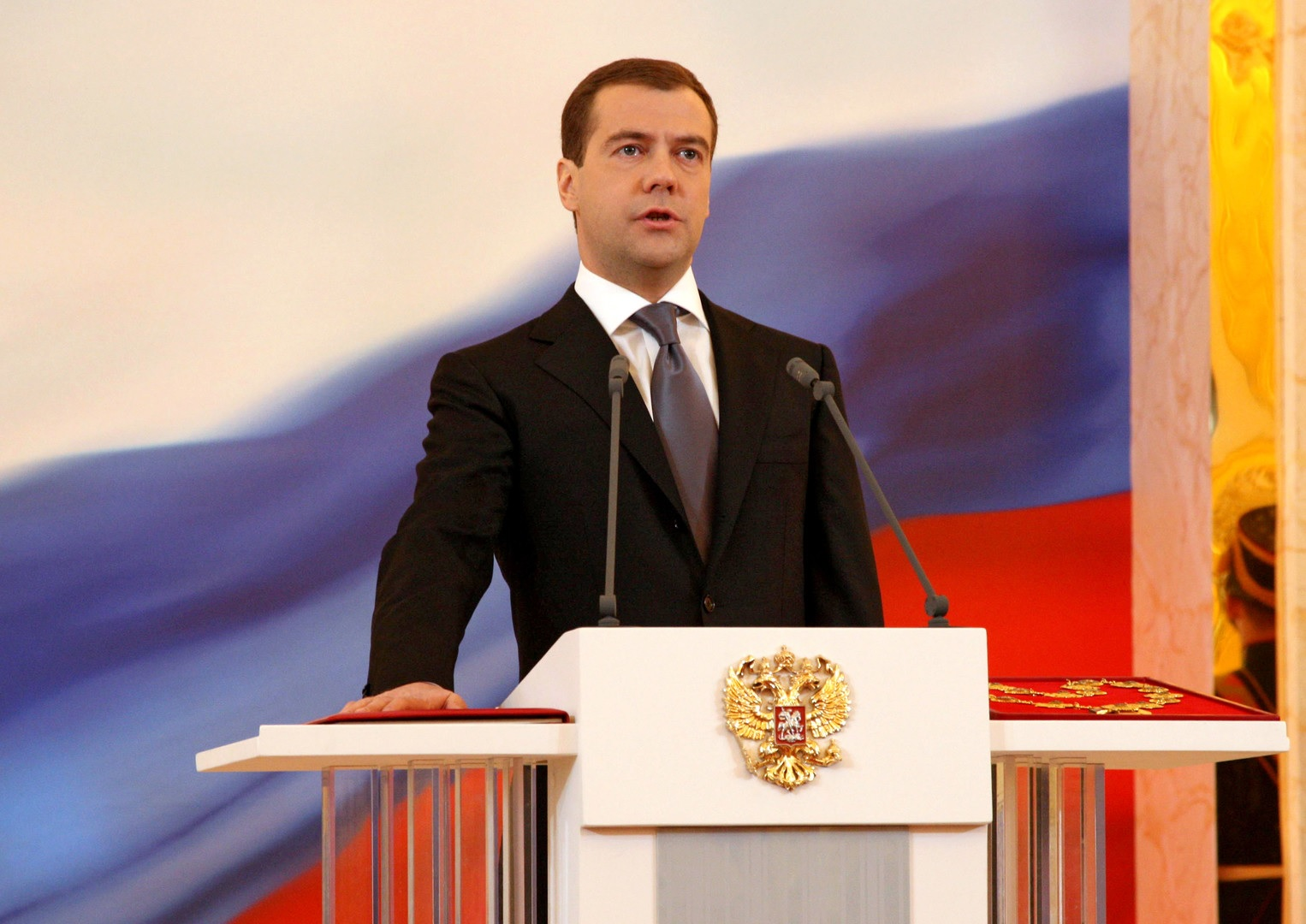
Il giuramento del presidente Medvedev al palazzo del Cremlino il 7 maggio 2008

Dmitrij Medvedev tenne il suo giuramento come terzo presidente della Federazione Russa in una cerimonia svoltasi al Cremlino di Mosca. La sua cerimonia di installazione coincise incidentalmente con le celebrazioni del Giorno della Vittoria il 9 maggio successivo. Egli prese pertanto regolarmente parte alla parata militare sulla Piazza Rossa e firmò un decreto presidenziale per fornire una sede all'associazione dei veterani di guerra.
L'8 maggio 2008 Dmitrij Medvedev nominò Vladimir Putin quale nuovo Primo ministro di Russia come aveva promesso di fare durante la campagna elettorale. Questa nomina venne approvata dalla Duma con una netta maggioranza di 392 voti contro 56, con la sola opposizione del partito comunista. Il 12 maggio 2008, Putin propose una lista di nomi per il suo nuovo gabinetto di governo che Medvedev approvò. Medvedev rimase comunque molto cauto nel non sbilanciare il delicato equilibrio delle differenti fazioni del governo. L'influenza dei potenti siloviki si indebolì dopo la presa della presidenza e i primi venti giorni. Al loro posto Medvedev portò i cosiddetti civiliki.

#### La seconda guerra in Ossezia del Sud
Il conflitto di lunga data tra Georgia e le regioni separatiste dell'Ossezia del Sud e dell'Abcasia, supportate entrambe dalla Russia, raggiunse il punto di rottura nell'estate del 2008. Gli attacchi di artiglieria da parte dei separatisti filo-russi ruppero gli accordi di pace firmati a Soči nel 1992. Per porre fine agli attacchi osseti e ristabilire l'ordine le Forze terrestri georgiane sono state inviate nella zona di conflitto in Ossezia del Sud la notte tra il 7 e l'8 agosto. I georgiani hanno preso il controllo della maggior parte di Tskhinvali, una baluardo separatista, in poche ore. Pacificatori russi e civili con cittadinanza russa morirono durante gli scontri.
Reparti delle Forze armate della Federazione Russa, non appartenenti alla forza congiunta di peacekeeping, avevano già illegalmente attraversato il confine russo-georgiano, passando per il tunnel di Roki, e avanzato in Ossezia del Sud il 7 agosto stesso prima ancora della risposta militare georgiana. Medvedev accusò la Georgia di "aggressione contro l'Ossezia del Sud" e l'8 agosto lanciò un'invasione terrestre, aerea e marittima su vasta scala nello Stato georgiano con il pretesto di un'operazione di peace-enforcement.
Il 12 agosto, Nicolas Sarkozy, Presidente della Repubblica francese e capo di Stato di turno alla presidenza del Consiglio dell'Unione europea, negoziò un accordo di cessate il fuoco. Cinque giorni di conflitto costarono la vita a 48 soldati russi, tra cui 10 pacificatori, mentre la Georgia perse 170 militari e 14 poliziotti. La guerra provocò 192 000 sfollati e sebbene molti siano tornati alle loro case dopo il conflitto, 20 272 persone, perlopiù di etnia georgiana, sono rimaste sfollate fino al 2014.
L'opinione popolare russa circa l'intervento militare fu largamente positiva, non solo tra i sostenitori del governo, ma anche in tutto lo spettro politico nazionale. La popolarità di Medvedev crebbe del 10% giungendo così al 70%, avendo dato prova di coinvolgimento diretto negli sforzi bellici.
Nel 2021 la Corte europea dei diritti dell'uomo ha stabilito che la Russia mantiene il "controllo diretto" sulle regioni separatiste ed è responsabile di gravi violazioni dei diritti umani che si verificano nelle regioni.

#### La crisi economica del 2008
Nel settembre del 2008, la Russia venne colpita dalle prime ripercussioni della crisi finanziaria globale. La recessione diede prova di essere la peggiore nella storia della Russia e l'indebitamento nazionale passò a più dell'8% nel 2009. La risposta del governo fu l'uso di più di un trilione di rubli (più di 40 miliardi di dollari statunitensi) per venire in aiuto alle banche ed evitare dissesti, oltre a iniziare un programma di stimolo su vasta scala, prestando il corrispondente di 50 miliardi di dollari alle aziende. Nessuna delle principali banche del paese collassò e la situazione economica venne ristabilita già dal 2009, ma la crescita sostanziale venne ripresa solo dal 2010.
Secondo alcuni esperti nel campo la crisi economica e la seconda guerra in Ossezia del Sud ritardarono il programma di riforme liberali di Medvedev. Al posto di lanciare le tanto attese riforme, infatti, il governo e la presidenza dovettero concentrarsi sulle misure anti-crisi e sulla politica estera per le implicazioni della guerra.

### Politica interna

#### Economia
Nella sfera economica, Medvedev lanciò un programma per modernizzare l'economia della Russia e la sua società, diminuire la dipendenza del paese dall'esportazione del petrolio e del gas naturale e creare un'economia diversificata, basata sull'alta tecnologia e sull'innovazione. Nel novembre del 2010, nel suo discorso annuale all'Assemblea Federale, Medvedev propose un programma per privatizzare le dipendenze statali non più necessarie anche a livello regionale e locale, con il piano di incamerare 32 miliardi di dollari entro tre anni. Tale somma, nell'ottica del presidente, doveva essere utilizzata per modernizzare l'economia locale.
Medvedev fece dell'innovazione tecnologica uno dei suoi punti chiave nella presidenza. Nel maggio del 2009, Medvedev istituì una Commissione Presidenziale per l'Innovazione, da lui personalmente presieduta e convocata una volta al mese. La commissione comprendeva l'intero governo russo e alcune tra le migliori menti del mondo accademico ed economico del Paese. Medvedev riuscì inoltre a prevedere la privatizzazione delle gigantesche corporazioni statali.
Dopo avere espresso nel 2009 opinioni di negazionismo climatico (a suo avviso il cambiamento climatico coincideva con manovre propagandistiche di imprecisate entità commerciali), nel 2010, commentando i gravi incendi che affliggevano gran parte della Russia, ammise la sussistenza del riscaldamento globale.
Nel giugno del 2010, visitò la sede di Twitter nella Silicon Valley dichiarando la missione di volere portare più tecnologia e investimenti nel proprio Paese.

#### Riforma della polizia
Medvedev iniziò delle riforme relative alle forze dell'ordine alla fine del 2009, con un decreto presidenziale del 24 dicembre. Sulla base di queste riforme, i salari degli ufficiali di polizia russi sono incrementati del 30%, il ministero dell'interno ha apportato tagli al proprio personale amministrativo e la polizia è stata centralizzata. Circa 217 miliardi di rubli (7 miliardi di dollari) sono stati disposti per aumentare il budget federale della polizia nel 2012–2013.

#### La campagna anti-corruzione

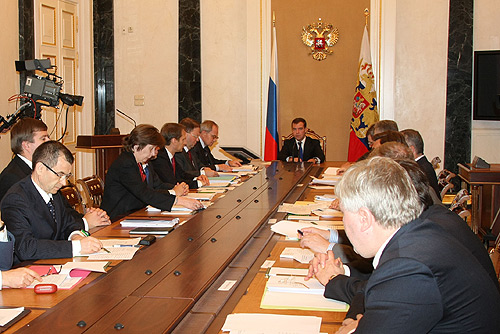
Medvedev presiede il "Consiglio Anti-Corruzione" il 30 settembre 2008

Con l'intento di combattere la corruzione ormai dilagante in tutto il Paese, Medvedev, il 19 maggio 2008, siglò un decreto con misure valide per contrastare tale fenomeno e istituì un "Consiglio Anti-Corruzione". Il piano prevedeva l'inasprimento delle sanzioni in caso di corruzione, con particolare attenzione agli ufficiali di legge e agli amministratori municipali. La proposta divenne legge il 25 dicembre 2008 con il n. N 273-FZ. Secondo il professor Richard Sakwa, "La Russia possiede ora una vera e propria legislazione contro la corruzione il che può ritenersi un passo avanti, anche se i risultati preliminari sono stati scarsi".
Il 13 aprile 2010, Medvedev siglò il decreto presidenziale n. 460, che introduceva la "strategia nazionale anti-corruzione" come politica di governo a medio termine in due anni. La nuova strategia aumentò ulteriormente le multe in caso di corruzione. Secondo Georgij Satarov, presidente di Indem, quest'ultimo decreto "probabilmente riflette la frustrazione di Medvedev nell'essere riuscito a ottenere ben poco dal 2008".
Nel gennaio 2011, il presidente Medvedev fu costretto ad ammettere la sua sconfitta nel progetto anti-corruzione. Il 4 maggio 2011, egli annunciò comunque di volere continuare i propri sforzi in questa direzione. Un nuovo decreto legge aumentò di cento volte l'ammontare delle sanzioni in caso di corruzione, portando la multa massima a 500 000 000 di rubli (18 300 000 dollari statunitensi).

#### Sviluppo del sistema politico

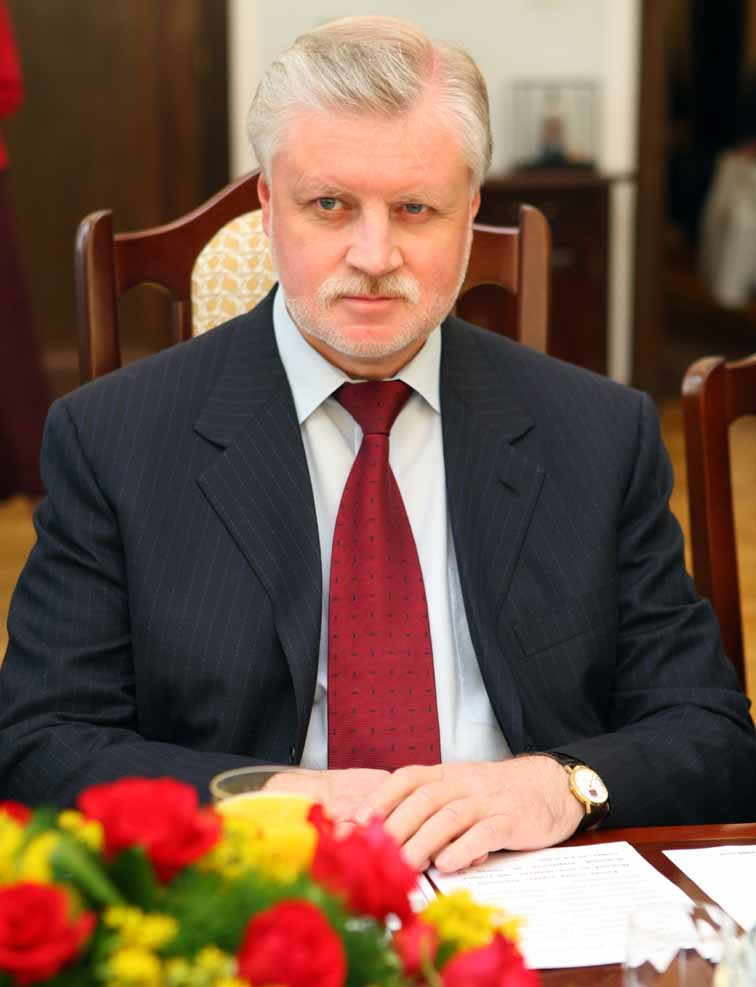
Sergej Mironov fu il grande critico delle elezioni regionali del 2009

Le elezioni regionali tenutesi il 1º marzo 2009 furono seguite da accuse di avere posto risorse amministrative a disposizione dei candidati del partito di Medvedev, con in testa soprattutto il capo del partito Russia Giusta, Sergej Mironov, il quale si dimostrò particolarmente critico nei confronti di quelle elezioni. In risposta a questo, Medvedev incontrò il responsabile della commissione elezioni, Vladimir Čurov, e gli chiese comunque una moderazione nell'uso delle risorse amministrative. Nell'agosto 2009, Medvedev promise di diminuire volontariamente la posizione troppo predominante del partito Russia Unita nelle legislature regionali, ritenendo che "nuovi tempi democratici" fossero maturi. Le successive elezioni regionali tenutesi l'11 ottobre 2009 vennero vinte dal partito Russia Unita con il 66% dei voti. Le elezioni furono ancora duramente contestate per l'uso di risorse amministrative a favore dei candidati di Russia Unita. Il partito comunista russo, il Partito Liberal-Democratico di Russia e Russia Giusta si rivoltarono ancora una volta compatti. Il professor Richard Sakwa disse che, sebbene Medvedev avesse promesso un maggiore pluralismo politico, dopo le elezioni del 2009, si è formato un crepaccio crescente tra le parole di Medvedev e la situazione che andava peggiorando, con la domanda derivante "se Medvedev avesse il desiderio o la capacità di rinnovare il sistema politico russo".
Il 26 ottobre 2009, il primo capo dello staff presidenziale, Vladislav Surkov, si espresse dicendo che una maggiore apertura apparentemente democratica avrebbe potuto portare solo a una maggiore instabilità di governo e spezzare ulteriormente la Russia. Il 6 novembre 2010, Medvedev pose il proprio veto sulla legge per le restrizioni delle dimostrazioni anti-governative per calmare i toni. Il decreto, passato il 22 ottobre, prevedeva infatti a chiunque di organizzare manifestazioni di piazza non precedentemente debitamente segnalate alle autorità.

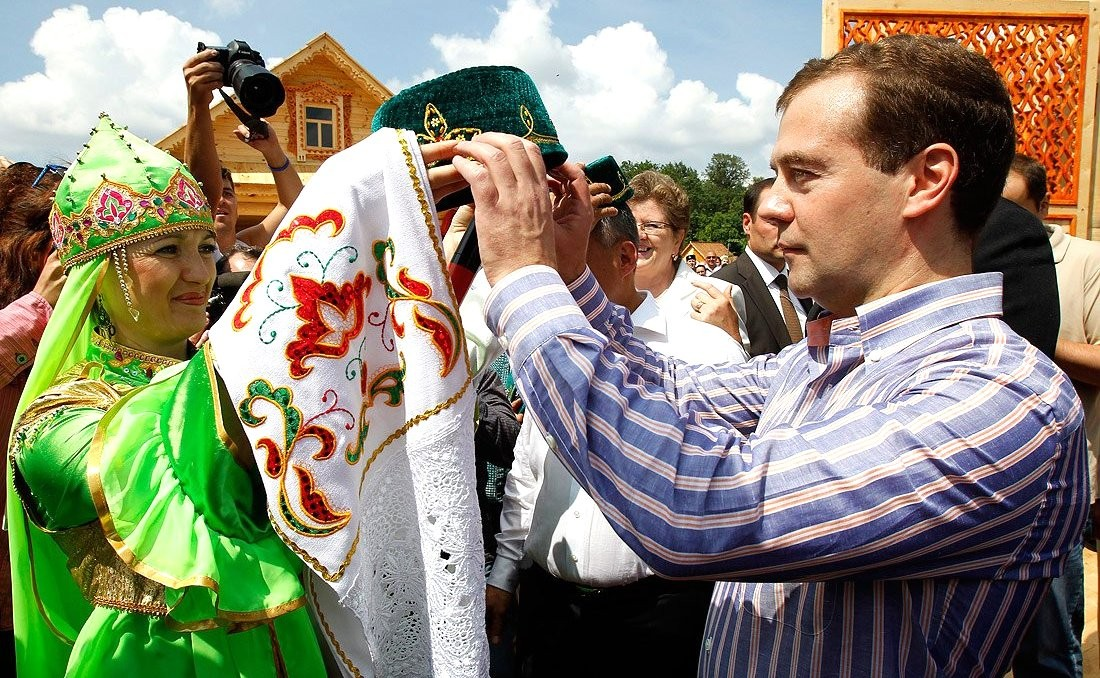
Medvedev visita la repubblica russa del Tatarstan

Nel suo primo discorso al Parlamento russo, il 5 novembre 2008, Medvedev propose di cambiare la Costituzione di modo da aumentare i termini di incarico del presidente e della Duma rispettivamente da quattro a sei e da quattro a cinque anni .
L'8 maggio 2009 propose alla legislatura un vero e proprio decreto e il 2 giugno controfirmò la legge, compreso l'emendamento che prevedeva che i membri della Corte Costituzionale russa fossero proposti al Parlamento dal Presidente anziché eletti tra i giudici come si era fatto fino a quel punto.

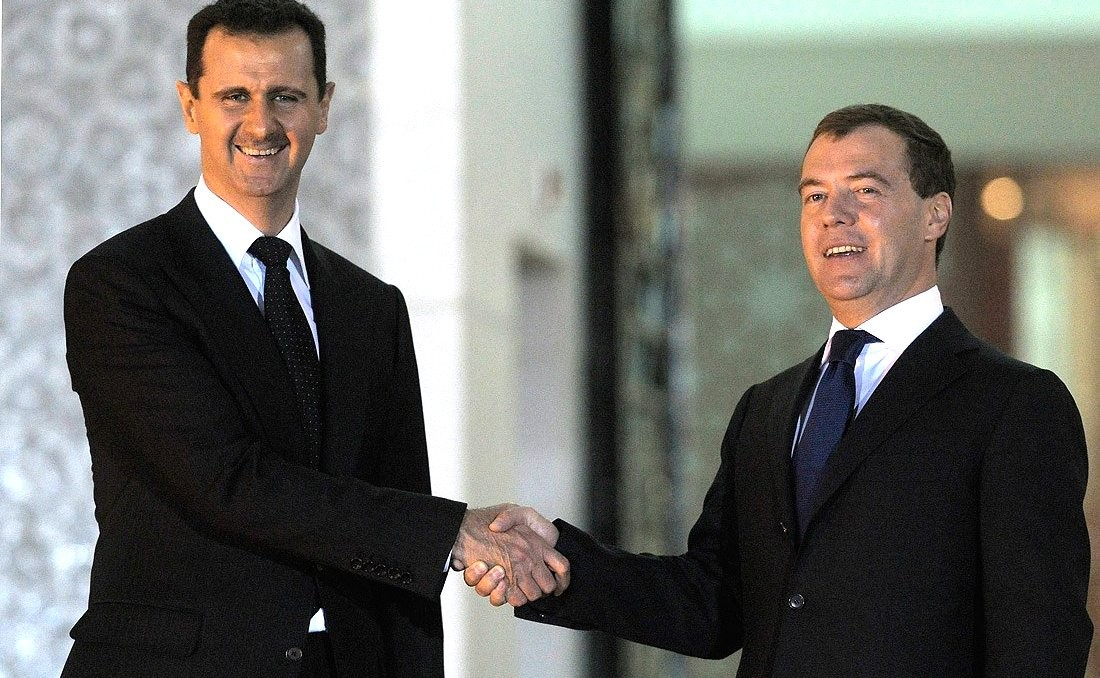
Medvedev con il presidente siriano Bashar al-Assad durante una visita ufficiale in Siria, 2010

Nel maggio del 2009, Medvedev, ormai deciso a difendersi dagli attacchi provenienti soprattutto dal mondo della politica ai suoi tentativi di riforma, stabilì una commissione presidenziale con lo scopo di contrattaccare i presunti errori e falsificazioni storiche diffuse contro di lui e contro il suo governo. Nell'agosto di quello stesso anno, si rifiutò di equalizzare le vittime dello stalinismo e del nazismo. Difendendo lo stalinismo, Medvedev negò il coinvolgimento dell'Unione Sovietica nella complicità dell'invasione della Polonia nel 1939 da cui iniziò la Seconda Guerra mondiale, fatti che sia l'Unione europea che l'OSCE si rifiutarono di riconoscere come veritieri. Secondo le dichiarazioni di Dmitrij Medvedev, fu Iosif Stalin che de facto "alla fine, salvò l'Europa".
In un discorso del 15 settembre 2009 Medvedev disse che nel 2004 votò a favore dell'abolizione dell'elezione diretta dei presidenti delle regioni russe a favore della loro nomina diretta da parte del Cremlino.

##### Riforma elettorale
Nel 2009 Medvedev propose un emendamento alla legge elettorale che avrebbe portato la soglia di elezione di un partito alla Duma dal 7% al 5%. L'emendamento divenne legge nella primavera di quello stesso anno. Ai partiti che avessero ricevuto più del 5% ma meno del 6% sarebbe stato garantito un seggio in parlamento, mentre i partiti che avessero ricevuto più del 6% ma meno del 7% avrebbero ricevuto due seggi. I restanti seggi sarebbero poi stati divisi proporzionalmente tra tutti i partiti che avessero ricevuto più del 7%.

#### Politica estera

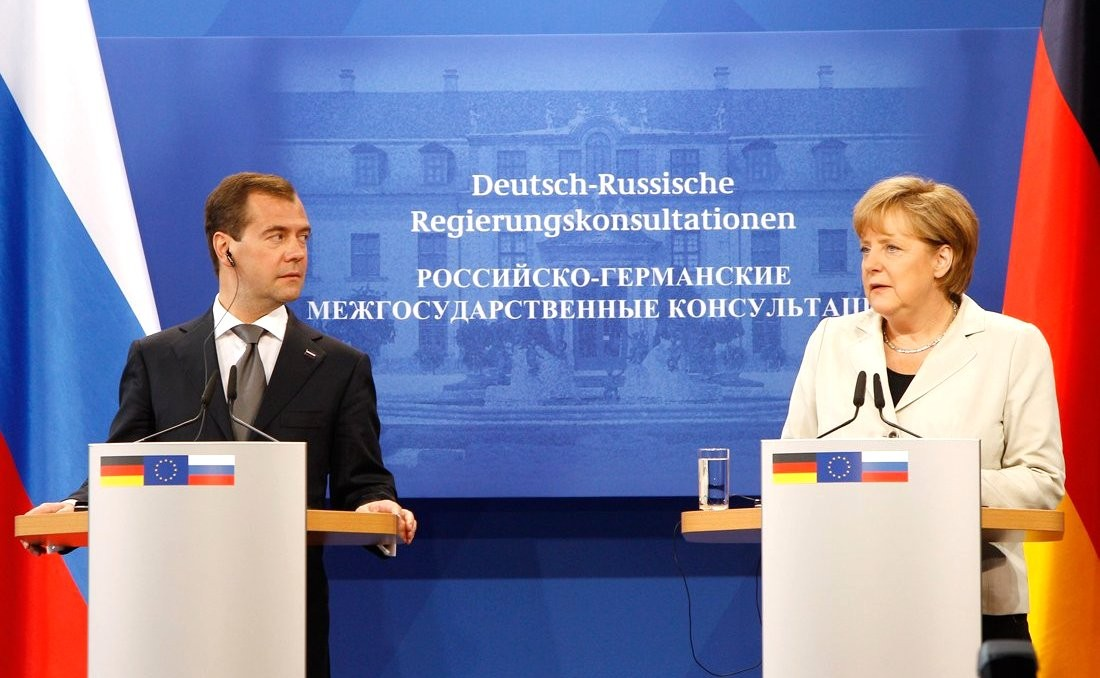
Medvedev con la cancelliera tedesca Angela Merkel in Germania nel luglio del 2011

In agosto, durante il terzo mese della presidenza Medvedev, la Russia prese parte alla seconda guerra in Ossezia del Sud, che portò a tensioni nelle relazioni russo-statunitensi a valori mai così elevati dalla fine della guerra fredda. Il 26 agosto, dopo il voto unanime dell'Assemblea Federale, Medvedev emise un decreto presidenziale per riconoscere l'Abcasia e l'Ossezia del Sud come stati indipendenti, un'azione condannata dal G7.

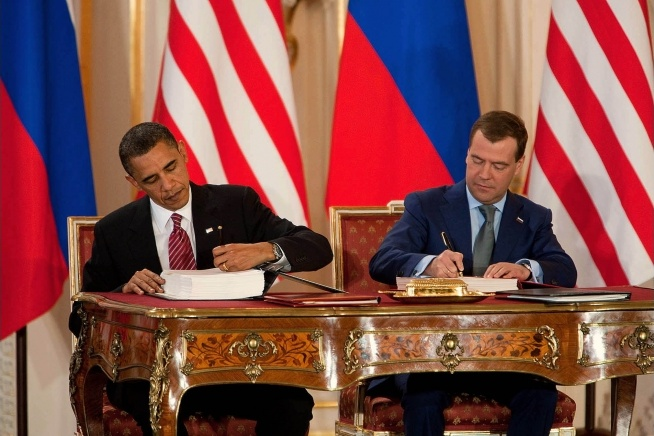
Medvedev con il presidente statunitense Barack Obama firma il trattato New START a Praga

Il 31 agosto 2008 Medvedev annunciò lo spostamento delle relazioni internazionali della Russia sotto il suo diretto controllo, ricostruite sulla base di cinque nuovi principi: la supremazia dei principi del diritto internazionale, la "multipolarità" del mondo, la Russia non avrebbe cercato il confronto con altre nazioni, la Russia avrebbe protetto i propri cittadini ovunque essi si trovassero e che la Russia avrebbe sviluppato sempre maggiori legami amicali con le regioni favorevoli.
Nel suo discorso al Parlamento il 5 novembre 2008, egli promise inoltre di depositare un missile Iskander presso l'Oblast di Kaliningrad per contrastare il sistema missilistico statunitense impiantato in difesa in Europa orientale. Dopo l'annuncio del presidente statunitense Barack Obama il 17 settembre 2009 di non volere impiegare il deposito di missili nell'area della Repubblica Ceca e della Polonia, Medvedev si convinse a ritirare la propria decisione. Il 21 novembre 2011, Medvedev disse che la guerra in Georgia aveva impedito ulteriori espansioni della NATO.

### Primo ministro della Russia (2012-2020)

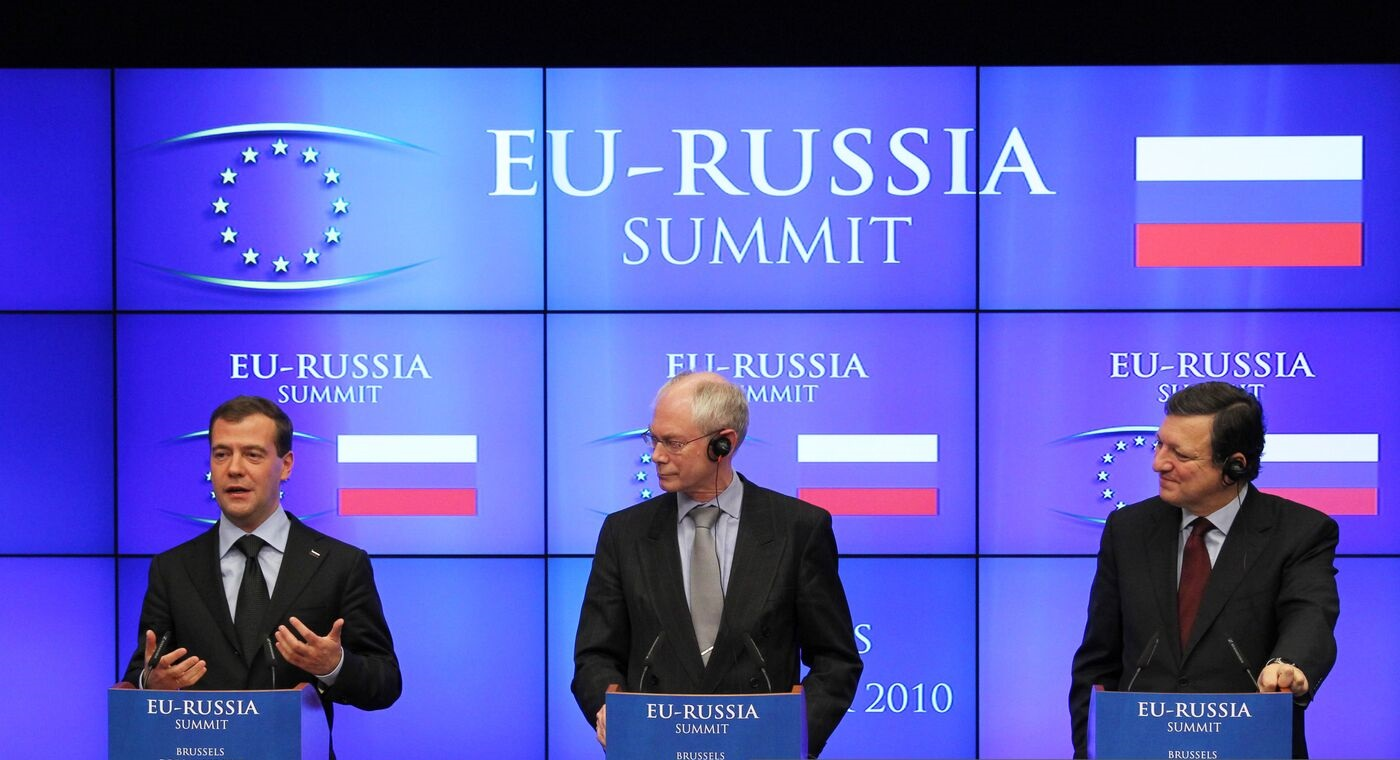
Medvedev con Herman Van Rompuy, presidente del Consiglio Europeo, e Jose Manuel Barroso, a Bruxelles, 2010

L'8 maggio 2012 il neo presidente della Federazione Russa Vladimir Putin ha nominato Medvedev Primo ministro. Il decreto di nomina è arrivato dopo l'approvazione della Duma (il ramo del Parlamento russo che ha il potere di eleggere il Primo ministro), che ha eletto Medvedev con 299 sì e 144 no su 450 deputati. L'ex presidente è stato appoggiato da due partiti, Russia Unita e il Partito Liberal-Democratico di Russia.

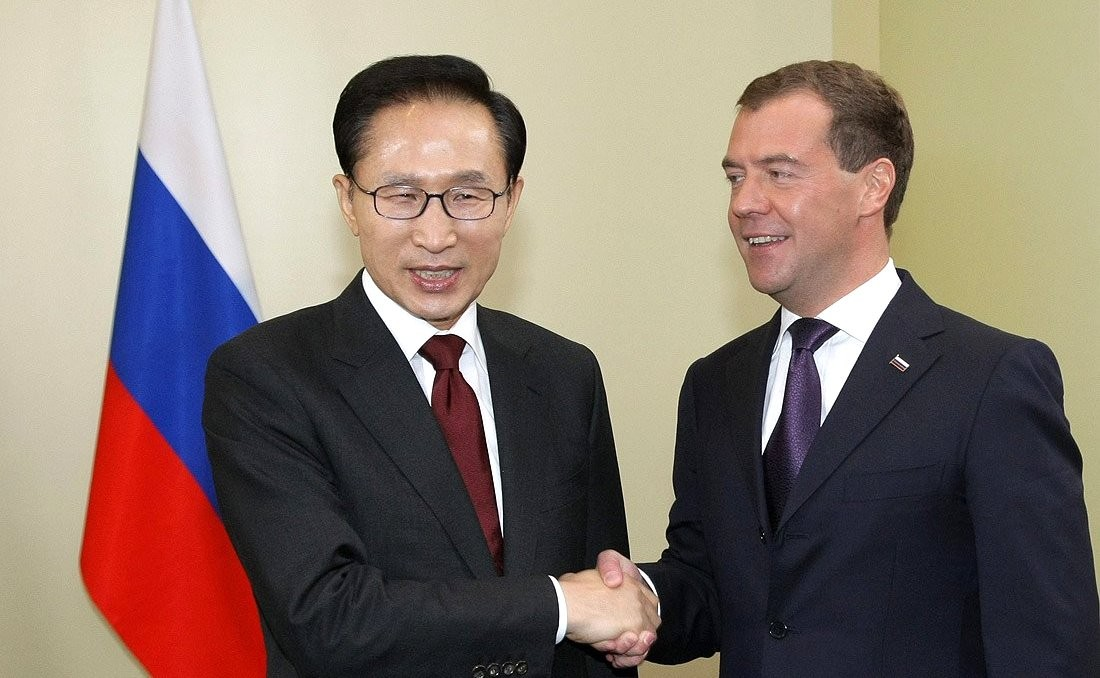
Medvedev e il presidente sudcoreano Lee Myung-bak, 2010.

È la seconda volta dopo Putin che un ex presidente ricopre anche la carica di capo del governo. Medvedev ottenne l'incarico di primo ministro di Russia dall'8 maggio 2012, dopo che il presidente Vladimir Putin ebbe siglato la formalizzazione della sua designazione a quel ruolo.
Il 19 maggio 2012 Dmitrij Medvedev prese parte al G8 tenutosi a Camp David, negli Stati Uniti, rimpiazzando il presidente Putin, che decise di non rappresentare direttamente la Russia al summit. Medvedev fu il primo premier russo a rappresentare la Russia in quel frangente. Il 21 maggio 2012 il suo gabinetto venne approvato dal presidente. Il 26 maggio, venne nominato leader del partito Russia Unita, formazione di maggioranza. Già in precedenza Medvedev era entrato a fare parte del partito e pertanto era divenuto il primo premier russo ad avere avuto una qualche affiliazione a un partito politico specifico.
A seguito dell'annessione della Crimea alla Russia il 31 marzo 2014 Medvedev fu il primo leader russo a visitare la Crimea da quando essa è divenuta parte occupata della Russia (18 marzo di quell'anno). Durante la visita egli annunciò formalmente l'istituzione di un Ministero Federale per gli Affari della Crimea. Durante la visita ufficiale in Armenia tenutasi il 7 aprile 2016, Medvedev ha visitato il Complesso del Memoriale di Tsitsernakaberd per rendere omaggio alle vittime del genocidio armeno commesso dai Giovani Turchi e dai nazionalisti turchi guidati da Mustafa Kemal Atatürk (1915–1923). Medvedev ha deposto una corona di fiori sul Fuoco Eterno e ha commemorato le vittime in accordo con il riconoscimento di quel crimine da parte della Russia già dal 1995.
Il 7 maggio 2018 Dmitrij Medvedev fu nominato primo ministro da Vladimir Putin per un altro mandato. Nell'estate del 2018 si svolsero proteste in tutto il paese contro l'aumento dell'età pensionabile introdotto dal governo di Medvedev. Il piano di aumento venne annunciato inaspettatamente dal governo il 14 giugno, in coincidenza con il giorno di apertura del campionato mondiale di calcio 2018 in Russia. A seguito delle manifestazioni, l'indice di approvazione di Medvedev e Putin diminuì notevolmente.
Medvedev, insieme a tutto il suo gabinetto, si è dimesso il 15 gennaio 2020, dopo che Putin ha pronunciato il discorso presidenziale all'Assemblea federale, in cui ha proposto diversi emendamenti alla costituzione, approvati tramite referendum costituzionale a giugno. Putin ha accettato le dimissioni. Putin ha suggerito a Medvedev di assumere la carica di vicepresidente del Consiglio di sicurezza della Federazione Russa.

### Vicepresidente del Consiglio di sicurezza (2020-oggi)
Il 16 gennaio 2020 Medvedev è stato nominato vicepresidente del Consiglio di sicurezza russo. Il suo stipendio era fissato a 618.713 rubli (8.723,85 dollari). In un'intervista di luglio alla Komsomol'skaya Pravda, Medvedev ha affermato di mantenere "buone relazioni amichevoli" con il presidente Putin, il che era in contrasto con l'opinione di molti ambienti secondo cui la sua partenza dal ruolo di primo ministro era il risultato di una spaccatura le politiche interne di entrambi gli uomini.
Nel febbraio 2022, dopo che la Russia è stata sospesa dal Consiglio d'Europa a causa della sua invasione dell'Ucraina, e successivamente ha annunciato la sua intenzione di ritirarsi dall'organizzazione, Medvedev ha affermato che mentre la decisione di sospendere la Russia era "ingiusta", era anche una "buona opportunità" per ripristinare in Russia la pena di morte. Ha anche affermato che la Russia non aveva bisogno di relazioni diplomatiche con l'Occidente e che le sanzioni imposte al Paese gli davano una buona ragione per ritirarsi dal dialogo sulla stabilità nucleare e sul potenziale New START.
In risposta all'invasione russa dell'Ucraina, il 6 aprile 2022 l'Office of Foreign Assets Control del Dipartimento del Tesoro degli Stati Uniti d'America ha aggiunto Medvedev all'elenco delle persone sanzionate ai sensi dell'Executive Order 14024.
Il 6 luglio Medvedev ha scritto su Telegram che sarebbe "folle creare tribunali per le cosiddette indagini sulle azioni della Russia", sostenendo che l'idea di "punire un Paese che ha uno dei maggiori potenziali nucleari" potrebbe potenzialmente porre "una minaccia per l'esistenza dell'umanità". Medvedev ha accusato gli Stati Uniti di creare "caos e devastazione in tutto il mondo con il pretesto della 'vera democrazia'", concludendo il suo messaggio dicendo che "gli Stati Uniti e i loro inutili tirapiedi dovrebbero ricordare le parole della Bibbia: 'Non giudicare, altrimenti giudicati, affinché un giorno il gran giorno della sua ira non venga a casa loro, e chi può resistere?'».
Il 27 luglio 2022 Medvedev ha condiviso su Telegram una mappa, descritta come previsioni di "analisti occidentali", che mostrava l'Ucraina, compresi i suoi territori occupati, perlopiù assorbita dalla Russia, così come Polonia, Romania e Ungheria. Medvedev è stato intervistato a lungo da Darius Rochebin dell'emittente televisiva francese La Chaîne Info il 27 agosto 2022.
Il 22 settembre 2022 Medvedev ha affermato che qualsiasi arma nell'arsenale russo, comprese le armi nucleari strategiche, potrebbe essere utilizzata per proteggere i territori annessi alla Russia dall'Ucraina. Ha anche affermato che i referendum organizzati dalle autorità separatiste e insediate dalla Russia si sarebbero svolti in vaste aree del territorio ucraino occupato dalla Russia e che "non si poteva tornare indietro".

## Vita privata

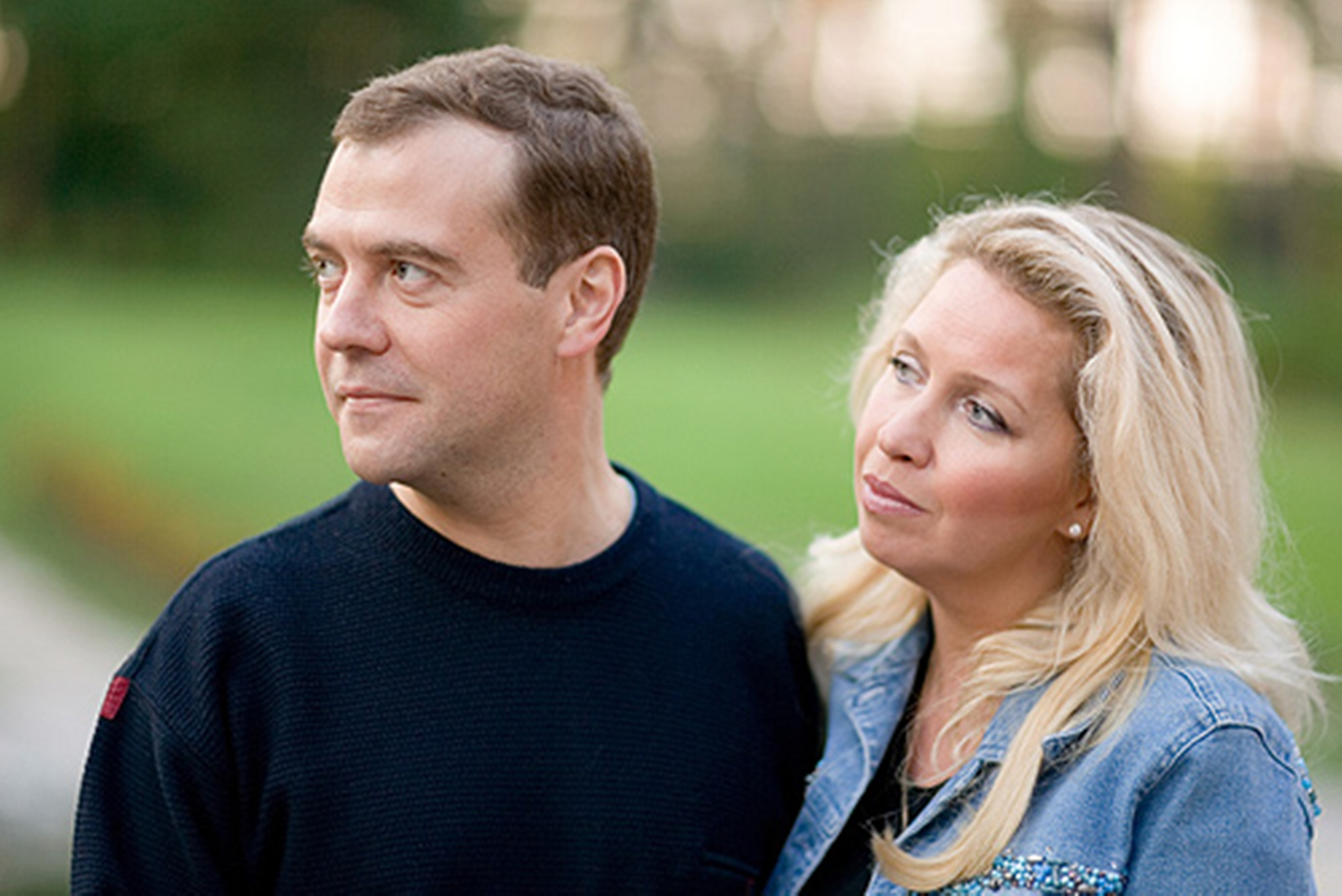
Dmitrij Medvedev e sua moglie Svetlana Medvedeva nel 2008

Medvedev è sposato e ha un figlio, Il'ja Dmitrevič Medvedev (n. 1995). Con sua moglie, Svetlana Vladimirovna Medvedeva, si fidanzò ai tempi della scuola e si sposò nel 1989. La coppia vive di norma in un appartamento nel quartiere Zolotye Ključi di Mosca.
Sebbene sappia parlare inglese, preferisce solitamente conferire in russo.
È autore di diverse pubblicazioni, di stampo accademico e non.
Nell'ottobre 2008 ha iniziato a postare dei videoblog sul sito presidenziale. I suoi videoblog sono presenti anche sul suo LiveJournal ufficiale blog_medvedev dal 21 aprile 2009 a opera dell'amministrazione del Cremlino. Nel giugno del 2011 Medvedev ha partecipato al lancio del progetto "Eternal Values" di RIA Novosti con il consiglio della Wikimedia Foundation russa.

## Controversie
Alcuni critici hanno definito la sua presidenza "in tandem" (nel giornalismo anglosassone si è parlato di "tandemocracy") con Vladimir Putin, accusandolo di esserne una "marionetta".
Riceve forti accuse di corruzione dal politico di opposizione Aleksej Naval'nyj, poi culminate nella video-inchiesta On vam ne Dimon (trad.: "Non chiamarlo Dimon"). Naval'nyj sarà successivamente oggetto di provvedimenti giudiziari denunciati, dallo stesso e da associazioni e media occidentali, come politicamente motivati, fino al suo avvelenamento nel 2020 e alla sua morte in carcere nel 2024.
Durante la crisi russo-ucraina nel 2022 diffonde via Telegram messaggi intrisi di antioccidentalismo.